# ماركو كازانوفا
ماركو كازانوفا هو متزحلق جبال الألب سويسري، ولد في 7 يونيو 1976 في خور في سويسرا.

## وصلات خارجية
- ماركو كازانوفا على موقع الاتحاد الدولي للتزلج (التزلج على المنحدرات الثلجية) (الإنجليزية)
- ماركو كازانوفا على موقع أوليمبيديا (الإنجليزية)